# میدوی، شهرستان روآن، تنسی
میدوی (به انگلیسی: Midway) یک منطقهٔ مسکونی در ایالات متحده آمریکا است که در شهرستان روان، تنسی واقع شده‌است. میدوی ۲۶۲٫۱۳ متر بالاتر از سطح دریا واقع شده‌است.